# Funafuti
Funafuti Tuvalu fővárosa. A 2002-es népszámláláskor 4492 lakója volt, ezzel a sziget legnépesebb atollja volt. A 20–400 méter széles földív egy nagy lagúnát fog közre. Található itt repülőtér, szálloda (Vaiaku Langi Hotel), közigazgatási épületek; pálmalevélből készült hagyományos és téglából épült új házak. Az atoll legjellemzőbb épülete a tuvalui templom és a parlament. Érdeklődésre tarthat számot ezen kívül egy amerikai repülőgép, amelyik a második világháború idején zuhant Funafutira, mikor az amerikai légierő a Gilbert-szigeteket (ma Kiribati) támadta. Az USA az 1979-es barátsági szerződés megkötéséig igényt tartott Funafutira.
A legnagyobb elmocsarasodó sziget Fongafale. Ezen a szigeten 4 falu van, ezek közül az egyikben, Vaiakuban van a közigazgatási központ. Néha Fongafalét, néha Vaiakut nevezik az ország fővárosának, de hivatalosan az egész Funafuti-atoll a főváros.

## Funafuti szigetei
Legalább 33 szigetet tartalmaz az atoll. A legnagyobb Fongafale, ezt követi Funafala. A Fongafale, Funafala és Motuloa szigeteknek biztosan van állandó lakossága.
- Amatuku
- Avalau
- Falaoigo
- Fale Fatu (vagy Falefatu)
- Fatato
- Fongafale
- Fuafatu
- Fuagea
- Fualefeke (vagy Fualifeke)
- Fualopa
- Funafala
- Funamanu
- Luamotu
- Mateika
- Motugie
- Motuloa
- Mulitefala
- Nukusavalevale
- Papa Elise (vagy Funangongo)
- Pukasavilivili
- Te Afuafou
- Te Afualiku
- Tefala
- Telele
- Tengako (Fongafale félszigete)
- Tengasu
- Tepuka
- Tepuka Vili Vili
- Tutanga
- Vasafua
- És öt másik sziget

## Funafuti öblei és utcái
- Te Ava Pua Pua
- Te Ava Tepuka Vili

## TeNamo lagúna
Az atollt a TeNamo lagúna fogja körbe. Legnagyobb kiterjedése több mint 20 km.
1. ↑  https://www.britannica.com/place/Funafuti-Atoll